# DJ OSSHY
DJ OSSHY（ディージェイ・オッシー、1965年10月1日 - ）は、日本のラジオDJである。本名は押阪 雅彦（おしざか まさひこ）で東京都出身。 エス・オー・プロモーション代表取締役社長を務める。

## 概要
立教高等学校、立教大学経済学部経済学科を卒業する。長嶋一茂は高校の寮友にあたる。父はフリーアナウンサーでエス・オー・プロモーション会長の押阪忍、母はフリーアナウンサーでエス・オー・プロモーション副社長の栗原アヤ子。

## 来歴他
1982年に渋谷のディスコ「Candy Candy」でDJを始める。
1990年代にFM横浜編成部員としてラジオ番組の制作も手掛けた後に、2000年からフリーランスの立場で、DJ活動やFMラジオ番組の制作活動を展開する。同業のアナウンサーで父の押阪忍は当時のDJに見られた不良イメージから独立に反対し、雅彦は2016年頃まで忍の息子であることを公表しなかった。雅彦は独立後に忍が設立したエス・オー・プロモーションで代表取締役社長を務める。DJとして企画した親子三世代で参加できるディスコイベント「三世代ディスコ」などの活動が好評を得て、2017年に高齢者や認知症患者向けDJイベントを企画し、次第に両親の名前を公にした。2018年6月4日放送の『徹子の部屋』（テレビ朝日） で、「DJ OSSHY」として両親とテレビ番組で初共演した。
FM横浜から独立後は、TOKYO FMで「CoCa-Cola presents ゴスペラーズ SOUL CONNECTION」「CoCa-Cola presents ゴスペラーズ feel'n soul」、 InterFMで「SOUL BLENDS」「トミーヒルフィガー presents ザ・ウルフマン・ジャック・ショー「Barbershop」、FM横浜で「TWILIGHT NAVIGATION」「JAZZY NIGHT」 、ほかに業界初の昼のディスコラジオ番組「RADIO DISCO」InterFM897、「Family Disco」TOKYO-FM、民放テレビ初のディスコTV番組「Disco Train」TOKYO-MX、などのディスコ番組を手掛ける。
東京スカイツリー、東京タワー、羽田空港、客船シンフォニー、小金井カントリー倶楽部で催されたディスコイベントに出演し、ジョディ・ワトリー、角松敏生らと共演した。
DJ KOHNOやDJ TOHらは師弟関係にある。
世界初AOR MIX CD「TOKYO AOR mixed by DJ OSSHY」と「We Love Disco mixed by DJ OSSHY」が、Amazon.co.jpのベストセラーチャートで1位になる。
現在は80'sディスコ伝道師としてMCとミキシングを手掛けるディスコDJである。
- 安倍晋三内閣総理大臣主催「桜を見る会」2016年、2017年 2年連続招待DJ。
- 売野雅勇 作詞活動35周年記念コンサート「天国より野蛮」総合司会[9]。
- 国立音楽大学特別講師。
- 角松敏生×DJ OSSHY 〜Dance Party 2016〜 2016年11月11日 - 会場/恵比寿アクトスクエア
- Billboard Live 初のディスコイベント「DJ OSSHY presents「We Love Disco」フィーチャリング ジョディ・ワトリー」[10] メインDJ Billboard JAPAN公式サイト 2016年10月17日

## 出演
DJ OSSHY公式サイト内 PROFILE「BIOGRAPHY」より

### テレビ番組 (レギュラー・メイン出演)
- Disco Train（2013年5月 -2016年12月 東京メトロポリタンテレビジョン） - メインMC・DJ[12]
- 懐かしのDISCO MUSIC（2016年12月28日 BS日テレ） - メイン司会・DJ[13]
- Disco Train（2017年4月 - エンタメ〜テレ☆シネドラバラエティ） - メインDJ[14]
- ディスコマニア～君の瞳に恋してる～（2017年12月25日 BS日テレ） - メイン司会・DJ[15]
- DJ OSSHY DISCO TV（2019年4月18日 - BSフジ）- メイン司会・DJ[16]
- DJ OSSHY × まつきりな 推しナイト！（2021年5月27日- BSフジ）- メイン司会

### テレビ番組 (ゲスト出演)
- ワールドビジネスサテライト（テレビ東京）
  - 2015年8月 - 「ファミリーディスコ」について取材インタビュー
  - 2018年3月21日 - ビデオ出演  テーマ「“ディスコ誕生50年のイベントとは”」
- QVC ゲストDJ出演、CD紹介（2014年、2015年、2016年、2017年） - 紹介商品「ディスコ・ラヴァーズ」「ディスコ・フリーク」[17]　[18]
- バラいろダンディ（2014年9月1日 東京メトロポリタンテレビジョン） - ゲストDJ出演
- 開局20周年記念特別番組 「9レイジーだぜ。チャレンジフェスティバル」（2015年10月 東京メトロポリタンテレビジョン）[19]
- 獅子たちの相承（2012年 ジュピターテレコム） - 品田英雄氏と対談出演
- 真夏のMXスペシャル 夏休み特別企画 Disco Train 再放送スペシャル！（2014年8月17日 東京メトロポリタンテレビジョン）
- まるごと（静岡第一テレビ）
  - 2017年1月24日 - ゲスト生出演
  - 2017年2月12日 - ゲスト生出演[20]
  - 2017年7月13日 - ゲスト生出演
  - 2017年7月21日 - ビデオ出演
- クイズ!脳ベルSHOW（BSフジ）
  - 2017年10月18日 - 回答者出演[21]
  - 2017年10月19日 - 回答者出演[21]
- めざましテレビ（2018年1月10日 フジテレビ）- 「ディスコブーム再来!?　ダンシングおじさんNO.1を大捜索!!」について取材コメント[22]
- 天才てれびくんYOU（NHK教育テレビジョン）
  - 2018年1月16日 - ゲスト出演[23]
  - 2018年1月23日 - ゲスト出演[23]
- news every.しずおか（2017年2月12日 静岡第一テレビ）
- ノンストップ!（2018年3月22日フジテレビ） - インタビュー出演  取扱いテーマ「ブーム再燃！３世代ディスコイベントも！」
- ニュース845（2018年3月21日 日本放送協会） - ビデオ出演  取扱いテーマ「“ディスコ・ブーム40年 ３世代で昼ディスコ楽しむ 東京”」
- ニュースウオッチ9（2018年3月21日 日本放送協会） - ビデオ出演  取扱いテーマ「“ディスコ・ブーム40年 ３世代で昼ディスコ楽しむ 東京”」
- おはよう日本（2018年3月22日 日本放送協会） - ビデオ出演  取扱いテーマ「“ディスコ・ブーム40年 ３世代で昼ディスコ楽しむ 東京”」7
- ゆうがたサテライト（201年3月21日 テレビ東京） - ビデオ出演  取扱いテーマ「“熱気！３世代ディスコ”」
- TBS NEWS（2018年4月27日 TBS） - ビデオ出演  テーマ「郷ひろみ「恋シュミ」ダンスでフィーバー！」[24]
- 徹子の部屋（2018年6月4日　テレビ朝日）押阪忍 栗原アヤ子と 親子出演　[25]
- 視点・論点 (2025年2月12/13日 NHK/eテレ)「ディスコ　魅力と可能性」[26]

### ラジオ番組(レギュラー出演)
- RADIO DISCO（2011年4月 - InterFM） - メインパーソナリティ[27]
- FAMILY DISCO（2014年10月 - JFN全国放送）- メインパーソナリティ[28]
- ごごラジ!（2018年5月 - 2019年3月 NHKラジオ第1放送全国放送）- マンスリーDJ[29]
- DISCO NIGHT NIPPON（2014年10月 - 2015年3月 ニッポン放送） - メインパーソナリティ[30]
- 横浜DiscoTrain（2020年10月4日 - 横浜エフエム放送） - メインパーソナリティ[31]

### ラジオ番組 (ゲスト出演)
- 角松敏生 ODAKYU SOUND EXPRESS（2014年10月18日、10月25日、2016年12月24日、12月31日 TOKYO FM）
- 情報ミックスバラエティ パズル ゲスト出演（2016年12月文化放送）-「80年代ディスコムーヴメント」等トーク[32]
- JAPAN MOVE UP supported by TOKYO HEADLINE（TOKYO FM）
  - 2016年11月5日 - ディスコの力 We Love Disco等トーク
  - 2017年5月20日 - 『SHONAN AOR mixed by DJ OSSHY』 『HAPPY DISCO -Tabu Night- 』等トーク
- BIG SPECIAL（2013年、2014年 TOKYO FM 系列 JFN全国放送） - ゲストDJ
- ピートのふしぎなガレージ（2015年4月 TOKYO FM 系列 JFN全国放送）
- With you（2014年8月 ベイエフエム）
- OLERA（2015年1月 TBSラジオ）
- 今日は一日”AOR”三昧リターンズ！（2013年7月15日 NHK-FM放送）
- 小森谷徹 Mr.COMPASS（2014年4月 TBSラジオ）
- OCEAN TRIBE（2011年、2012年 ベイエフエム）
- Re.Ra.Ku presents NAVI CARS CAFE（2016年12月25日、2017年1月1日 エフエム富士）
- 大谷ノブ彦 キキマス! ホリデースペシャル（2014年5月2日 ニッポン放送） - DJ OSSHY MIX OA
- 早見優のハッピープロジェクト〜笑顔満開〜（2014年7月26日 エフエムナックファイブ）
- 伊藤銀次 のPOP FILE RETURNS OTONANOネットラジオ・プログラム（2017年4月28日前編配信,2017年5月12日後編配信 ソニー・ミュージックダイレクト）
- GROOVE LINE Z（出演 J-WAVE）
  - 2016年10月27日 - ディスコの力 We Love Disco等トーク
  - 2017年6月5日 - SHONAN AOR mixed by DJ OSSHY HAPPY DISCO～Tabu Night等トーク
  - 2017年11月15日 - 最新CD Blue. meets ISLAND CAFE SURF DISCO mixed by DJ OSSHY 等トーク
- SHONAN by the Sea（2017年6月25日 出演 FMヨコハマ）- SHONAN AOR mixed by DJ OSSHY HAPPY DISCO～Tabu Night等トーク
- Life on the Wheels powered by NAVI CARS （2017年6月28日、7月5日 2週連続ゲスト出演 TOKYO FM）
- Adult Nostalgic Radioshow～ANR大人の秘密基地（2017年7月8日 出演 FMヨコハマ）- SHONAN AOR mixed by DJ OSSHY HAPPY DISCO～Tabu Night等トーク
- ミュージック・グラフィティー（2017年10月13日 出演 NHKラジオ第1放送）
- CIRCLE OF MUSIC ゲスト出演（2018年1月3日,1月10日 2週連続出演 FM COCOLO））-この番組のために作った”AOR MIX”オンエア[33]
- ごごラジ!（NHKラジオ第1放送）
  - 2018年3月16日[34]
  - 2018年4月27日[35]
- DANCEMAN（2018年5月25日 出演 ZIP-FM）[36]

### 執筆・コラム
- 「NAVI CARS」 ボイス・パブリケーション 「DJ OSSHYのDRIVIN' DISCO」レギュラーコラム  NAVI CARS vol.20 11月増刊号~
- 「TOKYOの未来に恋してる！」 ソニー・ミュージックダイレクト 2017年4月18日~連載コラムスタート[37] 2017年4月18日

### DJレギュラーイベント
- ナバーナマンスリーパーティー - メインDJ（毎月第1、第3金曜日開催）- 会場/六本木エリアのクラブ
- ダイナスティ・トーキョー・サーファーズ・ナイト - メインDJ（毎年1月、4月、7月、10月 最終水曜日開催 ）- 会場/恵比寿アクトスクエア
- サンデーディスコ - メインDJ（毎月最終日曜日開催）- 会場/西麻布a-life（10月除く）
- SOUL VS R＆B - メインDJ(毎年1～2回開催) - 会場/横浜 Luther
- THE Club - メインDJ(毎年1～2回開催) - 会場/SEVEN SENS,　Cat`s TOKYO ,Bar SSB 等

### 主なDJ出演歴
- 私をスキーに連れてかなくても行くわよ（80年代スキー復活実行委員会主催・東北復興イベント）- オフィシャルDJ（2015年より3年連続開催）- 会場/蔵王温泉スキー場[38]
- DISCO & CLUB SKYTREE ”DISCO NIGHT”（東京スカイツリー初、展望フロアでのディスコイベント）- メインDJ（2016年より毎年開催・毎年出演）- 会場/東京スカイツリー天望デッキ フロア350[39]
- 角松敏生×DJ OSSHY 〜Dance Party 2016〜（2016年11月11日）- 会場/恵比寿アクトスクエア
- DJ OSSHY×JODY WATLEY - メインDJ（2016年10月30日）- 会場/Billboard Live Tokyo - Billboard Live 初のディスコ・ライブ・コンサート
- We Love 80's Disco - メインDJ（2015年より毎年開催）- 会場/六本木グランドハイアット東京 グランドボールルーム
- PRINCE DISCO（東洋一の大宴会場 グランドプリンスホテル新高輪「飛天の間」でのディスコイベント）- メインDJ（2012年より毎年開催）- 会場/グランドプリンスホテル新高輪 飛天
- LEON ディスコナイト (株式会社主婦と生活社) - 会場/グランドハイアット東京 メインDJ (2014年より毎年開催)
- 80′s Night Fever in CITTA’（ファミリーディスコ）- メインDJ（2011年より毎年8月開催) - 会場/クラブチッタ
- NIGHT FLIGHT PARTY-Winter-GRAND COURT DISCO 70’s-80’s DISCO HITS - メインDJ（2016年より毎年開催）- 会場/ANAクラウンプラザホテルグランコート名古屋
- FUTAKO DISCO - メインDJ（2015年より毎年開催）- 会場/iTSCOM STUDIO & HALL 二子玉川ライズ
- Groove Night at Haneda Airport（日本の空港施設初、羽田空港施設でのディスコイベント）- メインDJ（2012年 - 2015年まで開催）- 会場/HANEDA AIRPORT WHARF
- 東京・大人ナイト（東京タワー初、展望フロアでのディスコイベント）- メインDJ（2012年12月8日） - 会場/東京タワー
- サマータイム・ゴルフフィールドパーティー（名門ゴルフ場「小金井カントリー倶楽部」開業以来初のディスコパーティー）- メインDJ（2015年7月28日）- 会場/小金井カントリー倶楽部
- TOHOKU DISCO FESTIVAL in Sendai - メインDJ（2016年6月19日、12月4日）- 会場/BAR ISN’T IT? Sendai
- Disco Night Aquarium 〜フライデーナイトフィーバー〜［Disco set］- メインDJ（2016年7月22日）- 会場/大阪堂島リバーフォーラム
- Disco Night Aquarium 〜フライデーナイトフィーバー〜［Disco set］- メインDJ（2016年9月9日）(2017年8月25日) (2018年8月31日)- 会場/日本橋三井ホール[40]
- JAL 琉球海炎祭 2012 コシノジュンコ×ブラザーコーン×DJ OSSHY - メインDJ（2012年4月21日）- 会場/宜野湾海浜公園トロピカルビーチ
- マハラジャ6周年アニバーサリーイベント（2016年11月24日）- 会場/マハラジャ六本木
- DJ ATOM 還暦 & DJ 40周年 PARTY 総合司会 & DJ - 会場/ビルボードライブ 東京 - 2016年11月13日
- DJ OSSHY Presents カウントダウン - メインDJ（2011年 - ）- 会場/横浜ロイヤルパークホテル 70F スカイラウンジ シリウス
- 岡田美里 Presents 〜ママと踊ろう女子ディスコ〜VOL.1,VOL.2 ゲストDJ （2016年6月23日,2017年1月26日）- 会場/エーライフ (クラブ)」等
- LOVE TRAIN ゲストDJ (2017年3月19日) 会場/CLUB CRUNK 福生[41]
- TOKYO MODERN DISCO REVIEW Vol.1“ TDO / TOKYO DISCOTHEQUE ORCHESTRA ” RELEASE PARTY ゲストDJ (2017年4月4日)会場/UNIT[42]
- ULTIMATE DISCO NIGHT ゲストDJ- (2017年4月22日) 会場 金沢MANIER
- SHONAN AOR mixed by DJ OSSHY リリース・パーティー ～LIVE＆DISCO～ メインDJ (2017年5月3日(水･祝)）- 会場/Surfers
- 関東600万会員記念イベント「JAF 日本自動車連盟 80’ｓ Disco！」ｉｎ 横浜ベイホール メインDJ (2017年6月3日) - 会場/横浜ベイホール
- NIGHT FLIGHT PARTY-Summer-GRAND COURT DISCO 70’s-80’s DISCO HITS (2017年6月18日)- メインDJ - 会場/ANAクラウンプラザホテルグランコート名古屋[43]
- WEDNESDAY ADAM SPECIAL シンデレラストーリー (2017年5月31日、6月21日)- Special guest DJ - 会場/Adam Lounge[44]
- DISCO XEX produced by XEX ATAGO GREEN HILLS(2017年6月23日) - 会場/XEX ATAGO GREEN HILLS[45]
- バブリーディスコナイト (2017年7月16日) - 会場/ ホテルコンコルド浜松[46]
- IKURA's American Festiva2017 7/23(2017年7月23日) - 会場/ 富士スピードウェイ[47]
- ミステリオインターナショナルサマーキャンプ(2017年7月29日(土)～8月5日(土) DJ OSSHY出演日8月1日) - 会場/ 猿ヶ京小学校[48]
- MAHARAJA Best Dance Classics SP(2017年9月13日) - 会場/ マハラジャ (ディスコ)名古屋[49]
- 早見優 Happy 35th Anniversary LIVE(2017年9月17日) - 会場/ 代官山LOOP[50]
- DJ OSSHY Birthday Disco Night(2017年10月01日) - 会場/ surfers逗子[51]
- Disco BUZZ 4th Anniversary Special Night(2017年10月10日) - 会場/ 錦糸町 Disco BUZZ[52]
- 『DISCO STUDIUM-CRAGE SUNDAY NIGHT FEVER-』(2017年10月22日) - 会場/ CRAGE[53]
- DISCO XEX produced by XEX TOKYO(2017年11月10日) - 会場/XEX TOKYO[54]
- 『2017 MAHARAJA 7th Anniversary』(2017年11月23日) - 会場/ マハラジャ (ディスコ)六本木店[55]
- 『ALL NIGHT DANCE』マハラジャ (ディスコ)祇園店 ゲスト出演(2017年11月24日) - 会場/ マハラジャ (ディスコ)祇園店[56]
- 『Funk & soul BAR SLOW JAM 17TH Anniversary & X’mas PARTY』ゲスト出演(2017年12月17日) - 会場/ BAR SLOW JAM [57]
- KING OF DISCO(2017年12月23日) - 会場/新横浜プリンスホテル[58]
- SUPER SKYTREE DISCO(2018年1月12日,2月14日,2月23日) - 会場/ 東京スカイツリー[59]
- マハラジャ ROPPONGI NIGHT Produced by DJ OSSHY」(2018年2月12日) - 会場/ ホテルセンチュリー静岡2018年2月14日
- マハラジャ 六本木 “ディスコフィーバー40”マハラジャ 六本木店 ゲスト出演(2018年3月29日)
- JAPAN DISCO DAY ONLINE SUMMIT 2020 総合プロデュース＆DJ出演 ”マハラジャ 六本木店 他 (2020年7月22日)[60]

### 主なゲストDJ出演歴
- 桑野信義 (クワマン) with スリービックリーズ - ツアーDJ担当 新宿クラブハイツ 2005年2月20日

### DJ ヒストリー
- 渋谷ディスコ［ラ・スカーラ］にて、モンチ田中に見習い志願（1981年）
- 渋谷ディスコ［CANDY・CANDY］にて、DJ RICK、DJガッチャンに師事・DJデビュー（1982年）
- 代官山［PARADISE PARTY］チーフDJ (1989年)
- 六本木［DROOPY DRAWERS］メインDJ (1989年)
- アメリカ オクラホマ州に1年間留学。留学中シカゴの人気クラブ［OUT TAKES］で 10日間のDJ契約 (1990年)
- 横浜「サーカス」毎週金・土レギュラーDJ R&B プレイ (1991年)
- 六本木「R?HALL」毎週土曜日レギュラーDJ R&B プレイ (1991年)
- 西麻布「RUBBER」メインDJ R&Bプレイ(1994年)
- 横浜「HADES」「LOGOS」金曜日チーフDJ R&Bプレイ (1994年)
- 六本木ヴェルファーレ 毎月1回R&BのメインDJを担当 (1994年)
- 飯倉「SOUL SONIC BOOGIE」毎週土曜日レギュラーDJ ダンスクラシックス プレイ (1994年)
- 青山「キサナドゥ」オープン。オープニングから毎週金・土のメインDJを担当 (2002年)
- ゴスペラーズ リーダー 村上てつや、吉岡正晴と3人で、年に3回のクラブイベント「MELLOW RIDAZ」スタート (2004年)
- ホテルイースト21東京 ディスコパーティ ニック岡井と二人で二年連続競演 (2005年)
- 外苑前「PANTERA」毎週金曜日メインDJ担当 (2007年)
- 横浜「BAYSIDE YOKOHAMA」毎週木曜日 横浜ディスコナイト「ファンタジー」サウンドプロデュース 兼 メインDJ (2008年)
- 六本木ナバーナのメインDJに抜擢 (2008年)
- 麻布DIX LOUNGE 「R&B NIGHT RUMOR」スタート(2009年)
- Chino Cultural Complex Presents 『 Party C 2009 』《会場》茅野市民館[61]。世界的DJである DJ GOMI と 2年連続共演 (2009年3月、2010年10月)
- 大人の女子会「ボジョレー・ヌーヴォーを楽しむ夕べ」《会場》松坂屋上野店[62]。DJとしてフロアーを演出。(2010年11月18日)

### オープニング・アクトDJ
- シェリル・リン - 会場/Billboard Live Tokyo 2019年8月15日[63]
- コン・ファンク・シャン ライブ - 会場/Billboard Live Tokyo 2016年4月6日、4月7日[64]
- イヴリン・シャンペン・キング ライブ - 会場/Billboard Live Tokyo 2016年4月30日[64]
- 鈴木雅之 還暦パーティー - 会場/BULE NOTE TOKYO - 2016年9月26日
- シェリル・リン ライブ - 会場/ ブルーノート (ジャズ・クラブ) - 2014年7月11日、7月13日
- ZAPP イヤーエンド＆カウントダウン・ライブ-会場/ Billboard Live Tokyo - 2011年12月30日(金) - 12月31日(土)[65]

### イベントMC・司会
- 売野雅勇 作詞活動35周年記念コンサート Fujiyama Paradise Tour「天国より野蛮」 総合司会 - 会場/中野サンプラザ - 2016年8月25日
- 鈴木雅之オフィシャルファンクラブ【Lovers】Presents【Lovers Affair 2013】inシンフォニークルーズ」 総合司会 - 2013年10月27日
- 押阪忍 アナウンサー生活50周年式典 総合司会 - 会場/京王プラザホテル - 2008年12月1日
- DJ ATOM 還暦 & DJ 40周年 PARTY 総合司会 & MC - 会場/ビルボードライブ東京 - 2016年11月13日
- Bayside Yokohama Presents BAYSIDE Oldies Night～OSSHY＆Shelby 司会＆DJ 2014年10月25日
- BRADIOメジャーデビューリリース記念イベント「LA PA PARADISE in マハラジャ (ディスコ)六本木」司会＆DJ (2017年10月11日)
- DISCO LEON 会場 グランドハイアット東京 グランドボールルーム 総合司会＆メインDJ (2018年7月27日)

### 企業式典・ブランドパーティー メインDJ

#### 2009年
- トムソン・ロイター 社内クリスマスパーティー
- ジャガー 顧客向けパーティー (ジャガー・ランドローバー・ジャパン株式会社)
- シーバスリーガル 顧客向けパーティー (ペルノ・リカール・ジャパン株式会社)
- ハーバライフ 社内表彰パーティー 会場グランドハイアット東京

#### 2012
- カルティエ 顧客向けシークレット・パーティー (リシュモン・ジャパン株式会社)

#### 2013
- フェラーリ・レーシング・デイズ 2013 - 会場/鈴鹿サーキット[66]

#### 2014
- LEONディスコナイト (株式会社主婦と生活社) - 会場/グランドハイアット東京

#### 2015
- 『OCEANS』×『ALBA』ゴルフパーティー - 会場/石岡ゴルフ倶楽部
- CAPTAIN SANTA 30周年パーティー
- 明治安田生命保険相互会社 顧客向けパーティー
- 第一生命 ゴルフ懇親会 - 会場/小金井カントリー倶楽部

#### 2016
- DoCLASSE(ドゥクラッセ) 社員表彰パーティー
- MOROCCANOILヘアースタイリングショー  会場/ スターライズタワー 5F スタジオアース 2016年10月25日開催
- ポルシェ ジャパン 新車先行公開イベント”シャトーパナメーラ スペシャルナイト”会場/恵比寿ガーデンプレイス シャトー広場 ジョエル・ロブション2016年12月20日開催

#### 2017
- 関東600万会員記念イベント「JAF日本自動車連盟 80’ｓ Disco！」ｉｎ横浜ベイホール(2017年6月7日) - 会場/ 横浜ベイホール[67]

## 作品

### CDアルバム
| リリース日     | タイトル                                             | 規格品番      | 発売元                         |
| -------------- | ---------------------------------------------------- | ------------- | ------------------------------ |
| 2011年2月2日   | DISCOTHEQUE LOVE                                     | SICP-3008/9   | SONY MUSIC                     |
| 2011年6月15日  | BEST HITS 100 Disco Premium                          | UICZ-1410/5   | UNIVERSAL MUSIC                |
| 2011年3月16日  | BEST HITS 100 Dance Classics                         | UICZ-1374/8   | UNIVERSAL MUSIC                |
| 2011年8月3日   | LET'S GROOVE ~SUPER DISCO HITS~                      | SICP-3195/6   | SONY MUSIC                     |
| 2011年12月28日 | CELEBRATION ~SUPER DISCO HITS~                       | UICZ-1430/1   | UNIVERSAL MUSIC                |
| 2012年3月28日  | Let's DANCE ~SUPER 80's DISCO HITS~                  | TOCP-64406/07 | EMI MUSIC                      |
| 2012年5月23日  | ENDLESS BLUE. ~SURFERS AOR CLASSICS~                 | SICP-20377/8  | SONY MUSIC                     |
| 2012年12月19日 | DJ OSSHY Produce FAMILY DISCO MIX                    | VICP-65098    | VICTOR ENTERTAINMENT           |
| 2013年8月28日  | Good TIMES ~80's DISCO PARADISE~                     | WPCR-15157/8  | WARNER MUSIC                   |
| 2014年8月20日  | Disco Train                                          | UICZ-1561     | UNIVERSAL MUSIC                |
| 2015年3月4日   | Disco Train 2                                        | UICZ-1588     | UNIVERSAL MUSIC                |
| 2015年6月3日   | DISCO Cheek 80's selected by DJ OSSHY                | SICP-4436     | SONY MUSIC                     |
| 2015年11月4日  | Disco Train 3                                        | UICZ-1608     | UNIVERSAL MUSIC                |
| 2016年5月18日  | Disco Lovers                                         | DYCS-1223     | SONY MUSIC                     |
| 2016年8月24日  | TOKYO AOR mixed by DJ OSSHY                          | SICP-30960    | SONY MUSIC                     |
| 2016年10月30日 | We Love Disco mixed by DJ OSSHY                      | UICZ-1638     | UNIVERSAL MUSIC                |
| 2017年4月26日  | SHONAN AOR mixed by DJ OSSHY                         | SICP-31049    | SONY MUSIC                     |
| 2017年5月24日  | HAPPY DISCO -TABU NIGHT                              | CDSOL-1783    | ウルトラ・ヴァイヴ             |
| 2017年9月27日  | Blue. meets ISLAND CAFE SURF DISCO mixed by DJ OSSHY | IMWCD-1069    | インセンスミュージックワークス |
| 2018年4月25日  | ROPPONGI AOR mixed by DJ OSSHY                       | WPCR-17998    | ワーナーミュージック・ジャパン |
| 2018年6月20日  | Let’s Disco ～Non Stop Mix～ Mixed by DJ OSSHY       | UICZ-1685     | UNIVERSAL MUSIC                |
| 2019年1月23日  | HAPPY DISCO 2 -SOLAR NIGHT-                          | OTLCD5608     | ウルトラ・ヴァイヴ             |
| 2019年10月9日  | FAMILY DISCO mixed by DJ OSSHY                       | IMWCD-1083    | インセンスミュージックワークス |
| 2020年7月22日  | HAPPY DISCO 3 -SALSOUL NIGHT-                        | OTLCD5566     | ウルトラ・ヴァイヴ             |
| 2021年9月22日  | SURF DISCO2 -No Surf No Life- mixed by DJ OSSHY      | IMWCD-1128    | インセンスミュージックワークス |

### リミックス作品
- 砂の果実 Fujiyama Paradise Tribute/MAX LUX（2016年11月16日 PCCA-04453 PONY CANYON）
  - 15.Take Me To Fujiyama (DJ Osshy Remix)）[68]
- 角松敏生 「ODAKYU SOUND EXPRESS エフエム東京」 公式放送用ミックス[69] 2016年12月31日

## 著書 執筆 インタビュー

### 書籍
- ディスコの力（2016年10月26日発売PHP研究所）
  - Voice DJ OSSHY著書 ディスコの力 書評掲載 2016年11月10日号
  - PHP研究所 PHP Online 衆知 DJ OSSHY ディスコの力 書評掲載 2016年10月28日、11月4日

### 執筆・推薦・応援コメント等
- OTONANO 『TOKYOの未来に恋してる！』 ソニー・ミュージックダイレクト コラム連載 2017年4月18日より
- NAVI CARS コラム連載 2016年3月26日発売号より
- 武田と哲也 デビューアルバム LOVE TRACKS コメント
- 売野雅勇 35周年記念公式パンフレット コメント
- ブルーノート・ジャズフェスティバル 公式パンフレット コメント
- ロック・オブ・エイジズ (映画) 公式パンフレット コメント
- 早見優 ミニアルバム 「Delicacy of Love」 公式パンフレット コメント
- マリア CDコメント
- アース・ウィンド・アンド・ファイアー“ジャパンツアー2017″を記念し来日公演公式サイトにコメント[70] 2017年5月18日

### 出版・WEB・インタビュー
- J:COMスペシャル・フォトインタビュー 2016年12月2日掲載
- 雑誌「LEON」2017年 01月号に「DISCO LEON」レポート 2016年12月1日掲載
- 夕刊フジ DJ OSSHYインタビュー 2016年12月1日(木)号
- ZAKZAK DJ OSSHYインタビュー 2016年12月7日
- TOKYO HEAD LINE DJ OSSHYインタビュー 2016年11月13日
- A-cars “ IKURA OSSHY and MOC…. Live and Disco @ surfers 2016 Vol.3 ”掲載 2016年12月号
- amazon [We Love Disco mixed by DJ OSSHY ] ダンスチャート1位獲得,ソウル・R&Bチャート3位 2016年10月30日
- 日刊スポーツ
  - 「ディスコ・カルチャー」に対する思い、ビジョンなどについて掲載 2014年8月8日9日
  - DJ OSSHY プロデュース CD《TOKYO AOR mixed by DJ OSSHY》掲載 2016年9月26日
  - 生活面 2016年3月10日（木）開催 FUTAKO DISCO Vol.2 関連記事掲載 2016年2月25日
  - DJ OSSHY プロデュース CD《ROPPONGI AOR mixed by DJ OSSHY》CD発売&山野楽器店頭イベント記事掲載 2018年4月26日[71]
- Billboard Live Tokyo 【WE LOVE DISCO feat. JODY WATLEY】開催記念 DJ OSSHY WEBインタビュー 2016年9月
- 日経MJ 《品田英雄》のヒットの現象学」2016年9月2日
- 音楽配信サービス AWA 公式プレイリスター 2015年 -
- カマサミ・コング YouTubeサイト「The Kong Show」 2016年12月18日 -
- 「月刊BOSS」(株式会社 経営塾 ) 2014年8月22日発売号
- 萩庭桂太 YOUR EYES ONLY「ディスコ一筋30年 DJ OSSHY」週刊文春WEBマガジン 2013年6月24日 - 6月28日
- 人気海外コスメブランド「ブルガリ」の最新ニュース ブルガリに関する旬のネタを集めてみた☆ 【「80年代」復活現象に注目】ディスコ、シティーホテル、イベントがアツい！ラグジュアリーな「80年代」的遊びのススメ  DJ OSSHY WEBインタビュー  2014年10月20日[72]
- サーフサイド・スタイル・マカガジン「Blue」ネコ・パブリッシング 2011年12月
- 「We Love 80's Disco」イベント-会場-グランドハイアット東京 女性セブン 取材記事掲載 2016年5月26日号
- ニュース・日経夕刊「《品田英雄》のためになるエンタメ」欄 取材記事掲載 2016年7月9日
- 日本経済新聞電子版「NIKKEI STYLE」《品田英雄が斬る！》 2016年7月12日
- 「& Premium」マガジンハウス 9月号「DJ OSSHYが選ぶ鉄板ディスコソング6」掲載 2016年8月発売
- 世界の音楽サイト「Discogs」に、DJアーチストとして掲載 2016年1月25日
- 無料WEBマガジン「日刊スゴい人」取材記事掲載 2016年6月24日
- ビルボードライブ Special【WE LOVE DISCO feat. JODY WATLEY】開催記念 DJ OSSHYインタビュー 〜世代をつなぐ、現在進行形の「ディスコ・ミュージック」〜 2016年9月
- オンナを刺激するニュースブログ 「サイゾーウーマン」 [73] インタビュー記事掲載 2017年3月16日
- ファッション誌 ヴォーグ (雑誌) JAPAN 5月号(2017年3月28日発売)[74] インタビュー ”90s生まれのアシスタント3人が80sを追体験！”コーナーでの「DISCO」特集。"EXPERT’S COMMENTATOR"としてコメント。2017年3月28日
- 昭和40年男 増刊『俺たちの時代 Vol.3 1977-1979』 クレタパブリッシング 2016年4月16日発売「陸サーファーの長い僕が、青春時代の湘南ライフを思い出しながら選曲しました」 巻末2頁ロングインタビュー掲載 [75] 2017年4月18日
- 北國新聞 4月22日開催「ULTIMATE DISCO NIGHT」@金沢manier(マニール) [76] イベント記事掲載 金沢圏 P22 片町ワンナイトフィーバー ディスコ復活 毎年開催目指す 2017年4月30日
- 週刊現代 2017年5月27日発売号(2017年5月15日発売)[77] 熱討スタジアム／バブル絶頂のディスコを語ろう・対談インタビュー◆荒木久美子、作家・甘糟りり子、DJ OSSHY◆2017年5月17日
- 雑誌「LEON」
  - 2017年9月号に「9/15(金)「DISCO LEON」開催決定! @グランド ハイアット東京」DJ出演者として紹介 2017年7月24日[78]
  - 2017年12月号に「DISCO LEON」実況報告 DJ出演者として紹介　2017年10月24日[79]
- 雑誌「LEON」2018年7月号インタビュー掲載　テーマ 第6回 DISCO LEON 開催決定記念“モテるDISCO LEONの楽しみ方”　2018年5月24日[80]
- 「NEWS TV」SUPER SKYTREE® DISCO 2018 紹介映像。2018年2月14日[81]
- 大人のライフマガジン「MOC（モック)-Moment Of Choice」インタビュー掲載。 テーマ「ディスコ人気再燃!! バブル世代を始め、老若男女を輝かせるDJ OSSHY」2018年2月26日[82]
- 「週刊朝日」2018年3月2日号インタビュー。テーマ「バブル女子リターンズ」2018年2月19日[83]
- Yahoo!ニュース インタビュー。テーマ「帰ってきたバブル女子！　企業は20年後も「戦力」と高評価」週刊朝日 2018年2月23日[84]
- 「AERA dot.」インタビュー。テーマ「帰ってきたバブル女子！　企業は20年後も「戦力」と高評価」　2018年2月23日[85]
- 「モノ・コト・暮らし」の深掘りレビュー＆ニュース GetNavi web インタビュー掲載 テーマ寺岡呼人×DJ OSSHYが語る「クルマと音楽」――ドライブにMIXテープが欠かせなかった青春時代 2018年4月10日[86]
- 「すぎなみ学倶楽部」インタビュー。テーマ「すぎなみ ゆかりの人々"道を究める"」　2018年4月23日[87]
- 「時事通信社」芸能動画ニュース ビデオ出演。テーマ「郷ひろみ、ディスコにサプライズ登場」　2018年4月26日[88]
- ビジネスの"本音"に迫る「Business Journal」インタビュー掲載。 テーマ「ディスコ、社会的ブームに…高齢者施設でも大フィーバー」2018年4月30日[89]
- 東京新聞 5/13発売号紹介 15頁 文化娯楽面　テーマ「ディスコ50年」 2018年5月13日[90]
- 東京スポーツ 5/15発売号インタビュー掲載 17頁 テーマ"ディスコ文化は成長産業なんです" 2018年5月15日

### 空間プロデュース・監修
- 東急プラザ渋谷「タイムスリップギャラリー」サーファーディスコ再現 2015年3月22日まで[91]
- 横浜LOGOSにて、クラブ✕ライブ✕ラジオによるメディアミックス JOYRIDE 総合プロデュース 1994年 - 2012年
- 横浜「BAR luther」オープン。サウンドプロデュース 2001年
- 西麻布「XROSS」にて、「CANDY CANDY & LA SCALA 一日限りの復活祭」総合プロデュース 2007年
- 横浜「BAYSIDE YOKOHAMA」現(横浜ベイホール) 毎週木曜日 横浜ディスコナイト サウンドプロデュース。2008年